# 20
20 (XX) fue un año bisiesto comenzado en lunes del calendario juliano, en vigor en aquella fecha. En el Imperio romano, era conocido como el Año del consulado de Mesala y Cota (o menos frecuentemente, año 773 Ab urbe condita). La denominación 20 para este año ha sido usado desde principios del período medieval, cuando la era A. D. se convirtió en el método prevalente en Europa para nombrar a los años.

## Acontecimientos
- Fundación de Tiberíades.
- Aulo Cornelio Celso escribe una Enciclopedia de Medicina.
- Se construye el acueducto de Segovia.[1]

## Fallecimientos
- Hilel, erudito talmúdico, su escuela y enseñanzas fueron las más influyentes en el Talmud.
- Cneo Calpurnio Pisón, estadista romano y gobernador de Siria (n. 44 a. C.).
- Vipsania, esposa de Gayo Asinio Galo y anterior esposa de Tiberio (n. 36 a. C.).